# Alexandre (Vorname)
Alexandre ist ein männlicher Vorname.

## Herkunft und Bedeutung
Bei Alexandre handelt es sich um die französische, portugiesische, galicische und katalanische Variante von Alexander.

## Verbreitung
In Frankreich zählte Alexandre [a.ləɡ.zɑ̃dʁ] bereits zu Beginn des 20. Jahrhunderts zu den beliebtesten Jungennamen. Zwar verlor er zur Mitte des Jahrhunderts hin an Popularität und verließ die Top-100 der Vornamenscharts, jedoch blieb er in Mode und platzierte sich nie schlechter als Rang 119. Schließlich gewann er wieder an Beliebtheit. Von 1981 bis 2003 zählte er zu den 10 meistgewählten Jungennamen (Ausnahme: 1985). Seitdem verlor er wieder an Beliebtheit. Im Jahr 2022 belegte er Rang 79 der Hitliste. Auch in Belgien ist der Name geläufig. Bis 2006 (Ausnahme 2005) zählte er zu den 20 beliebtesten Vornamen des Landes. Im Jahr 2022 verließ er die Top-100 und landete auf Rang 118 der Vornamenscharts. In Québec zählte er bis 2021 zu den 100 beliebtesten Jungennamen. Bis ins Jahr 2002 fand er sich in der Top-10 und stand mehrfach an der Spitze der Vornamenscharts.
In Portugal hat sich der Name Alexander [ɐ.lɨ.ˈʃɐ̃̃.dɾɨ] unter den 50 meistgewählten Jungennamen etabliert. Im Jahr 2018 stand er auf Rang 43 der Vornamenscharts. Auch in Brasilien in Alexandre [a.le.ˈʃɐ̃.dɾi] ein verbreiteter Vorname. In den 1930er und 1940er Jahren wurde er seltener vergeben, blieb jedoch geläufig. Ab den 1950er Jahren nahm seine Popularität zu, sodass er in den 1970er Jahren zu den beliebtesten Jungennamen zählte. Anschließend sank seine Popularität leicht. Zuletzt zählte Alexandre im Jahr 2016 zur Top-100 der brasilianischen Vornamenscharts.
In Spanien war der Name von der Mitte der 1970er bis Mitte der 1990er Jahre geläufig, zählte jedoch nie zu den beliebtesten Vornamen. In Katalonien erreichte Alexandre [ə.lək.ˈsan.dɾə] im Jahr 2001 die Top-100 der Vornamenscharts. Im Jahr 2009 erreichte er in Galicien mit Rang 45 sogar die Top-50 der Hitliste.
In der Schweiz fand sich Alexandre bis 2013 unter den 100 beliebtesten Jungennamen.

## Varianten
Bei folgenden Namen handelt es sich um Kurzformen von Alexandre:
- Französisch: Alex
- Portugiesisch: Alex, Xande, Xandinho
- Katalan: Àlex

Für weitere Varianten: siehe Alexander#Varianten

## Namensträger

### A
- Alexandre Adandé († 1993), beninischer Politiker (Republik Dahomey)
- Alexandre Agopoff (1918–2009), französischer Tischtennisspieler
- Alexandre Aguado (1784–1842), spanischer Politiker und Bankier
- Alexandre Aja (* 1977), französischer Regisseur, Drehbuchautor und Filmproduzent
- Alexandre Aleixo (* 1973), brasilianischer Ornithologe und Evolutionsbiologe
- Alexandre de Bernay, französischer Autor des Mittelalters
- Alexandre Pato (* 1989), brasilianischer Fußballspieler
- Alexandre Alexeieff (1901–1982), französischer Pionier des Zeichentrickfilms
- Alexandre-Félix Alméras (1811–1868), Schweizer Politiker
- Alexandre Alphonse (* 1982), französischer Fußballspieler
- Alexandre Altberg (1908–2009), brasilianischer Architekt
- Alexandre d’Alton (1776–1859), französischer Generalmajor
- Alexandre Anselmet (* 1980), französischer Skirennläufer
- Alexandre-César d’Anterroches (1719–1793), französischer römisch-katholischer Geistlicher und letzter Bischof von Condom
- Alexandre Antigna (1817–1878), französischer Maler
- Alexandre Zacarias de Assumpção (1899–1981), brasilianischer Generalmajor und Politiker
- Alexandre Astruc (1923–2016), französischer Filmregisseur, Drehbuchautor und Schriftsteller
- Alexandre Aubert (* 1979), französischer Biathlet
- Alexandre Aulas (* 1986), französischer Radrennfahrer
- Alexandre Axenfeld (1825–1876), russisch-französischer Arzt
- Alexandre Azaria (* 1967), britisch-französischer Komponist und Musiker

### B
- Alexandre Babel (* 1980), Schweizer Musiker
- Alexandre Bachelet (1866–1945), französischer Politiker
- Alexandre Balmer (* 2000), Schweizer Radrennfahrer
- Alexandre Baptista (1941–2024), portugiesischer Fußballspieler
- Alexandre Édouard Baudrimont (1806–1880), französischer Chemiker
- Alexandre Yikyi Bazié (* 1960), burkinischer römisch-katholischer Geistlicher, Weihbischof in Koudougou
- Alexandre de Beauharnais (1760–1794), Präsident der französischen Nationalversammlung kurz nach der Revolution
- Alexandre Beaunoir (1746–1823), französischer Schriftsteller
- Alexandre Edmond Becquerel (1820–1891), französischer Physiker
- Alexandre-Emile Béguyer de Chancourtois (1819–1886), französischer Chemiker und Geologe
- Alexandre Bennigsen (1913–1988), russisch-französischer Historiker
- Alexandre de Bernay, französischer Autor des Mittelalters
- Alexandre Berthoud (* 1977), Schweizer Politiker
- Alexandre Besredka (1870–1940), französischer Mediziner
- Alexandre Bida (1813–1895), französischer Zeichner, Illustrator und Radierer
- Alexandre Bilodeau (* 1987), kanadischer Freestyle-Skisportler
- Alexandre Bisson (1848–1912), französischer Drehbuchautor und Schriftsteller
- Alexandre Blain (* 1981), französischer Radrennfahrer
- Alexandre Blanchet (1882–1961), Schweizer Künstler
- Alexandre Bloch (1857–1919), französischer Maler
- Alexandre-Pierre-François Boëly (1785–1858), französischer Komponist, Organist und Pianist
- Alexandre Bolduc (* 1985), kanadischer Eishockeyspieler
- Alexandre Bontemps (1626–1701), Kammerdiener Ludwigs XIV.
- Alexandre Bordigoni (1865–1941), Schweizer Architekt
- Alexandre Boucicaut (* 1981), haitianischer Fußballspieler
- Alexandre Bougault (1851–1911), französischer Fotograf und Verleger
- Alexandre Bouillot (* 1985), französischer Skirennläufer
- Alexandre Boulerice (* 1973), kanadischer Politiker
- Alexandre II. de Bournonville (1616–1690), französischer Feldmarschall und Vizekönig
- Alexandre I. de Bournonville (1585–1656), französisch-niederländischer Adliger, Diplomat und Militär, Gouverneur von Lille
- Alexandre Bremer (* 1992), belgisch-französischer Eishockeyspieler
- Alexandre Brière de Boismont (1797–1881), französischer Arzt und Psychiater
- Alexandre Brongniart (1770–1847), französischer Chemiker, Mineraloge, Geologe sowie Zoologe
- Alexandre-Théodore Brongniart (1739–1813), französischer Architekt
- Alexandre Brou (1862–1947), französischer katholischer Theologe
- Alexandre François Bruneteau de Sainte Suzanne (1769–1853), französischer Politiker
- Alexandre Burger (1920–2009), Schweizer Journalist
- Alexandre Burrows (* 1981), kanadischer Eishockeyspieler und -trainer
- Alexandre Bustillo (* 1975), französischer Regisseur und Drehbuchautor

### C
- Alexandre Cabanel (1823–1889), französischer Maler
- Alexandre-François-Louis Cailler (1866–1936), Schweizer Unternehmer der Schokoladenindustrie und Nationalrat (FDP)
- Alexandre Calame (1810–1864), Schweizer Maler
- Alexandre-François Caminade (1783–1862), französischer Maler
- Alexandre Carrier (* 1996), kanadischer Eishockeyspieler
- Alexandre de Carvalho Kaneko (1946–2017), brasilianischer Fußballspieler und Unternehmer
- Alexandre Henri Gabriel de Cassini (1781–1832), französischer Botaniker und Jurist
- Alexandre Castro (* 1970), französischer Fußballschiedsrichter
- Alexandre Cavalcanti (* 1996), portugiesischer Handballspieler
- Alexandre Cavaliere (* 1985), belgischer Jazzmusiker (Geige, Komposition)
- Alexandre Caxambu (* 1993), brasilianischer Fußballspieler
- Alexandre Cebrian Valente (* 1968), portugiesischer Film- und Fernsehproduzent und Film- und Fernsehregisseur
- Alexandre Cellier (1883–1968), französischer Komponist und Organist
- Alexandre Chabot (* 1981), französischer Kletterer
- Alexandre Chan Blanco (* 1993), amerikanisch-spanischer Handballspieler
- Alexandre-Jacques Chantron (1842–1918), französischer Porträt-, Stillleben- und Aktmaler sowie Fotograf
- Alexandre Charpentier (1856–1909), französischer Bildhauer und Medailleur
- Alexandre Chassang (* 1994), französischer Basketballspieler
- Alexandre Chatrian (1826–1890), französischer Schriftsteller
- Alexandre de Chaumont (1640–1710), französischer Offizier und Gesandter
- Alexandre Chorin (* 1938), US-amerikanischer Mathematiker
- Alexandre-Étienne Choron (1837–1924), französischer Koch
- Alexandre-Étienne Choron (1771–1834), französischer Musikpädagoge und -wissenschaftler
- Alexandre Cingria (1879–1945), Schweizer Maler und Glasmaler
- Alexandre Cioranescu (1911–1999), rumänischer Autor, Romanist, Komparatist und Historiker mit französischer Staatsangehörigkeit
- Alexandre Clérisse (* 1980), französischer Comic-Künstler und Illustrator
- Alexandre-M. Clerk (1861–1932), kanadischer Komponist und Dirigent
- Alexandre Coeff (* 1992), französisch-algerischer Fußballspieler
- Alexandre Coffre (* 1973), französischer Regisseur und Drehbuchautor
- Alexandre Coigny (* 1975), Schweizer Unternehmer und Autorennfahrer
- Alexandre Collin (1808–1890), französischer Bauingenieur
- Alexandre Colonna-Walewski (1810–1868), französischer Politiker und Diplomat
- Alexandre Comisetti (* 1973), schweizerischer Fußballspieler
- Alexandre Constantin (1909–1983), französischer Autorennfahrer und Rennwagenkonstrukteur
- Alexandre Gentil Corte-Real de Araújo, osttimoresischer Politiker, Richter und Beamter
- Alexandre Cosnard, französischer Schriftsteller und Verwaltungsbeamter
- Alexandre Manuel Costa Ruas (* 1956), portugiesischer Radrennfahrer
- Alexandre Cougnaud (* 1991), französischer Autorennfahrer
- Alexandre Cropanese (* 1993), französischer Fußballspieler
- Alexandre Vital da Cruz Araújo Tilman, osttimoresischer Diplomat
- Alexandre Cuvillier (* 1986), französischer Fußballspieler
- Alexandre Czerniatynski (* 1960), belgischer Fußballspieler und -trainer

### D
- Alexandre Daigle (* 1975), kanadischer Eishockeyspieler
- Alexandre Darracq (1855–1931), französischer Unternehmer
- Alexandre-François Debain (1809–1877), französischer Instrumentenbauer
- Alexandre Deberny (1809–1881), französischer Schriftgießer
- Alexandre-Gabriel Decamps (1803–1860), französischer Maler
- Alexandre Etienne DeClouet (1812–1890), US-amerikanischer Politiker
- Alexandre Marius Dées de Sterio (1944–2006), luxemburgischer Medienwissenschaftler
- Alexandre Delalain (1748–1814), französischer General der Kavallerie
- Alexandre Deleyre (1726–1797), französischer Literat und Enzyklopädist
- Alexandre Delgado (* 1965), portugiesischer Komponist, Dirigent, Musikkritiker, Musiktheoretiker, Geiger und Musikredakteur
- Alexandre Delmar (* 1975), französischer Schriftsteller
- Alexandre Denéréaz (1875–1947), Schweizer Organist und Komponist
- Alexandre Deschapelles (1780–1847), französischer Schachmeister
- Alexandre Desmarteaux (1884–1925), kanadischer Vaudeville-Schauspieler und Sänger
- Alexandre Despatie (* 1985), kanadischer Wasserspringer
- Alexandre Desplat (* 1961), französischer Komponist
- Alexandre Deulofeu (1903–1978), katalanischer Politiker und Geschichtsphilosoph
- Alexandre Dgebuadze (* 1971), georgisch-belgischer Schachgroßmeister
- Alexandre Dorta (* 1975), brasilianischer Fußballspieler
- Alexandre Douala Manga Bell (1897–1966), kamerunischer Stammesfürst und Politiker
- Alexandre du Chayla (1885–1947), französischer Adliger
- Alexandre Du Sommerard (1779–1842), französischer Archäologe und Kunstsammler
- Alexandre Dubuque (1812–1898), russischer Pianist und Komponist
- Alexandre Dumas der Ältere (1802–1870), französischer Schriftsteller
- Alexandre Dumas der Jüngere (1824–1895), französischer Schriftsteller
- Alexandre Dumond, kanadischer Biathlet
- Alexandre Durimel (* 1990), französischer Fußballspieler
- Alexandre-Vincent Pineux Duval (1767–1842), französischer Architekt, Schriftsteller und Theaterdirektor

### E
- Alexandre Egorov (* 1954), russisch-schweizerischer Maler
- Alexandre Emery (1850–1931), Schweizer Unternehmer und Politiker
- Alexandre Eremenko (* 1954), US-amerikanischer Mathematiker
- Alexandre Espigares, spanisch-luxemburgischer Animator und Filmregisseur
- Alexandre Esposito (* 1981), französischer Fußballspieler
- Alexandre Étard (1852–1910), französischer Chemiker
- Alexandre Olivier Exquemelin, Autor von „De Americaensche Zee-Rovers“

### F
- Alexandre Fabre (1782–1844), französischer Verkehrsingenieur und Hochschullehrer
- Alexandre Falguière (1831–1900), französischer Maler und Bildhauer
- Alexandre Fasel (* 1961), Schweizer Diplomat
- Alexandre Fayollat (1889–1957), französischer Langstreckenläufer
- Alexandre Silveira Finazzi (* 1973), brasilianischer Fußballspieler
- Alexandre Flan (1827–1870), französischer Dramatiker und Literat, sowie Vaudevillist und Chansonnier
- Alexandre Fortin (* 1997), kanadischer Eishockeyspieler
- Alexandre Georges Fourdinois (1799–1871), Möbeldesigner und Innenausstatter
- Alexandre-Évariste Fragonard (1780–1850), französischer Maler und Bildhauer
- Alexandre Freytag (1870–1947), Schweizer Bibelforscher und Begründer der Religionsgemeinschaft „Kirche des Reiches Gottes“

### G
- Alexandre Gacon (1927–2007), französischer Autorennfahrer
- Alexandre Gallo (* 1969), brasilianischer Fußballspieler
- Alexandre Galopin (1879–1944), belgischer Industrieller und Bankier
- Alexandre Gama (* 1968), brasilianischer Fußballtrainer
- Alexandre Ganoczy (* 1928), katholischer Theologe
- Alexandre Garbell (1903–1970), französischer Maler
- Alexandre Gavras (* 1969), französischer Filmproduzent, Filmregisseur, Drehbuchautor und Schauspieler
- Alexandre Gaydamak (* 1976), französischer Geschäftsmann
- Alexandre Geijo (* 1982), spanisch-schweizerischer Fußballspieler
- Alexandre Gendebien (1789–1869), belgischer Staatsmann und Jurist
- Alexandre Geniez (* 1988), französischer Radrennfahrer
- Alexandre Georges (1850–1938), französischer Organist, Musikpädagoge und Komponist
- Alexandre Girard-Bille (1899–1961), Schweizer Skisportler
- Alexandre Girardet (1767–1836), Schweizer Radierer, Zeichner und Aquarellist
- Alexandre François Louis de Girardin (1767–1848), französischer Politiker und Landschaftsmaler
- Alexandre Louis Robert de Girardin (1776–1855), französischer General, Autor politisch-militärischer Schriften
- Alexandre Arsène Girault (1884–1941), US-amerikanischer Entomologe und Parasitologe
- Alexandre Giroux (* 1981), kanadischer Eishockeyspieler
- Alexandre Glais-Bizoin (1800–1877), französischer Politiker
- Alexandre Gomes (* 1982), brasilianischer Pokerspieler
- Alexandre Gonçalves do Amaral (1906–2002), brasilianischer Geistlicher, römisch-katholischer Erzbischof von Uberaba
- Alexandre Balthazar Laurent Grimod de la Reynière (1758–1837), französischer Jurist, Gastrosoph und Literat
- Alexandre Guillot (1849–1930), Schweizer evangelischer Geistlicher
- Alexandre Guilmant (1837–1911), französischer Organist und Komponist
- Alexandre Guimarães (* 1959), brasilianischer-costa-ricanischer Fußballspieler und -trainer
- Alexandre Guiraud (1788–1847), französischer Schriftsteller und Mitglied der Académie française
- Alexandre Guyodo (1922–2014), französischer Hindernisläufer

### H
- Alexandre Hammer (* 1996), französischer Badmintonspieler
- Alexandre Hardy († 1632), französischer Theaterautor
- Alexandre Hay (1919–1991), Schweizer Anwalt, Präsident des Internationalen Komitees vom Roten Kreuz (1976–1986)
- Alexandre Herculano (1810–1877), portugiesischer Historiker und Schriftsteller
- Alexandre Hesse (1806–1879), französischer Genre-, Historien- und Kirchenmaler
- Alexandre Hollan (* 1933), ungarisch-französischer Maler
- Alexandre-Antoine Hureau, Baron de Sénarmont (1769–1810), französischer Général de division

### I
- Alexandre Iddir (* 1991), französischer Judoka
- Alexandre Imperatori (* 1987), Schweizer Rennfahrer
- Alexandre Istrati (1915–1991), rumänisch-französischer Maler und Vertreter des Informel

### J
- Alexandre André Jacob (1826–1878), französischer Schriftsteller
- Alexandre Louis Guillaume Jacomin de Malespine (1821–1893), Freiherr, Gutsbesitzer und Mäzen im bayerischen Rheinkreis
- Alexandre Jankewitz (* 2001), Schweizer Fußballspieler
- Alexandre Jardin (* 1965), französischer Regisseur und Schriftsteller
- Alexandre Joly (* 1971), französischer Geistlicher und römisch-katholischer Bischof von Troyes

### K
- Alexandre Kantorow (* 1997), französischer Pianist
- Alexandre Kassin (* 1974), brasilianischer Musikproduzent, Sänger, Komponist und Multi-Instrumentalist
- Alexandre Kéléty († 1940), ungarischer Bildhauer
- Alexandre Koberidse (* 1984), georgischer Filmregisseur, Drehbuchautor und Schauspieler
- Alexandre Kojève (1902–1968), russischer Philosoph, der wesentlich zur Wiederentdeckung Hegels in Frankreich beitrug
- Alexandre Kouassi (1934–1994), ivorischer römisch-katholischer Geistlicher und Bischof von Bondoukou
- Alexandre Koyré (1892–1964), französischer Philosoph und Wissenschaftshistoriker
- Alexandre Kum'a Ndumbe III. (* 1946), kamerunischer Historiker, Hochschullehrer und Germanist

### L
- Alexandre Le Riche de La Pouplinière (1693–1762), französischer Steuerpächter (fermier général) und Mäzen
- Alexandre de Laborde (1853–1944), französischer Offizier und Bibliophiler
- Alexandre de Laborde (1773–1842), französischer Diplomat, Beamter, Reisender, Gelehrter und Politiker
- Alexandre Lacassagne (1843–1924), französischer Arzt und Kriminologe
- Alexandre Lacazette (* 1991), französischer Fußballspieler
- Alexandre Lacroix (* 1975), französischer Schriftsteller, Essayist und Journalist
- Alexandre Laemlein (1813–1871), deutsch-französischer Maler
- Alexandre Lagoya (1929–1999), klassischer Gitarrist
- Alexandre de Lameth (1760–1829), französischer Soldat und Politiker
- Alexandre Lamfalussy (1929–2015), ungarisch-belgischer Ökonom
- Alexandre Andrault de Langeron (1763–1831), russischer General der Infanterie französischer Herkunft; Gouverneur der Krim und Generalgouverneur von Neurussland
- Alexandre-Ferdinand-Léonce Lapostolle (1749–1830), französischer Chemiker
- Alexandre Laurent, französischer Filmregisseur und Drehbuchautor
- Alexandre-Jacques-Bernard Law de Lauriston (1768–1828), französischer General, Marschall von Frankreich
- Alexandre Le Berre (1925–1975), französischer Fußballspieler
- Alexandre Ledru-Rollin (1807–1874), französischer Politiker
- Alexandre Leitão, portugiesischer Diplomat im Dienst der Europäischen Union
- Alexandre Louis Simon Lejeune (1779–1858), belgischer Arzt und Botaniker
- Alexandre Lemair (* 1988), französischer Bahn- und Straßenradrennfahrer
- Alexandre-Gabriel Lemonnier (1808–1884), französischer Juwelier
- Alexandre Lenoir (1761–1839), französischer Kunsthistoriker und Archäologe
- Alexandre Léontieff (1948–2009), Politiker in Französisch-Polynesien
- Alexandre Lesiège (* 1975), kanadischer Schachspieler
- Alexandre Letellier (* 1990), französischer Fußballtorhüter
- Alexandre Levy (1864–1892), brasilianischer Komponist, Pianist und Dirigent
- Alexandre Félix Gustave Achille Leymérie (1801–1878), französischer Geologe und Mineraloge
- Alexandre Liess (* 1991), Schweizer Schwimmer
- Alexandre Lippmann (1881–1960), französischer Degenfechter und zweifacher Olympiasieger
- Alexandre Lopes (* 1974), brasilianischer Fußballspieler
- Alexandre Lorian (1921–1994), israelischer Romanist und Syntaktiker rumänischer Herkunft
- Alexandre Cécé Loua (* 1956), guineischer Politiker und Diplomat
- Alexandre Luigini (1850–1906), französischer Komponist

### M
- Alexandre Mabboux (* 1991), französischer Skispringer
- Alexandre Mairet (1880–1947), Schweizer Maler und Holzschneider
- Alexandre Marc (1904–2000), französischer Schriftsteller
- Alexandre Markelbach (1824–1906), belgischer Genre- und Kirchenmaler
- Alexandre Martínez (* 1998), andorranischer Fußballnationalspieler
- Alexandre Masoliver (1934–2019), spanischer Zisterziensermönch und Ordenshistoriker
- Alexandre Massa (* 1993), französischer Tennisspieler
- Alexandre Mauvernay (1810–1898), französischer Glasmaler
- Alexandre Méchin (1772–1849), französischer Politiker und Staatsrat sowie Präfekt in mehreren Départements
- Alexandre Awi Mello (* 1971), brasilianischer römisch-katholischer Ordensgeistlicher
- Alexandre Mendy (* 1983), französischer Fußballspieler
- Alexandre de Merode (1934–2002), belgisches IOC-Mitglied
- Alexandre Millerand (1859–1943), französischer Staatsmann und Politiker
- Alexandre-Hippolyte-Xavier Monnet (1812–1849), französischer Bischof der römisch-katholischen Kirche und Generaloberer der Spiritaner
- Alexandre-Marie-Léonor de Saint-Mauris de Montbarrey (1732–1796), Prince de Montbarrey
- Alexandre Montfort (1803–1856), französischer Komponist
- Alexandre Moos (* 1972), Schweizer Radrennfahrer
- Alexandre Moret (1868–1938), französischer Ägyptologe
- Alexandre Müller (* 1997), französischer Tennisspieler
- Alexandre Murucci (* 1961), brasilianischer Bildender Künstler

### N
- Alexandre do Nascimento (1925–2024), angolanischer Geistlicher, Erzbischof von Luanda und Kardinal
- Alexandre Sarnes Negrão (* 1985), brasilianischer Rennfahrer
- Alexandre Nerium (* 1960), spanischer Dichter
- Alexandre-Ferdinand Nguendet (* 1972), zentralafrikanischer Politiker
- Alexandre Noll (1890–1970), französischer Holzbildhauer und Möbeldesigner
- Alexandre Nozal (1852–1929), französischer Maler
- Alexandre Afonso Nunes (* 1965), osttimoresischer Politiker

### O
- Alexandre Obertelli (* 1978), französischer Kernphysiker
- Alexandre Olliero (* 1996), französischer Fußballtorwart
- Alexandre Oukidja (* 1988), französischer Fußballtorwart
- Alexandre O’Neill (1924–1986), portugiesischer Lyriker irischer Abstammung

### P
- Alexandre Paixão (* 1986), portugiesischer Badmintonspieler
- Alexandre Ferdinand Parseval-Deschênes (1790–1860), französischer Admiral und Senator
- Alexandre Pasche (* 1991), Schweizer Fußballspieler
- Alexandre Paternotte de la Vaillée (1923–2014), belgischer Diplomat
- Alexandre Pato (* 1989), brasilianischer Fußballspieler
- Alexandre Pawlisiak (1913–1990), französischer Radrennfahrer
- Alexandre Pellicier (* 1981), französischer Skibergsteiger
- Alexandre Perrier (1862–1936), Schweizer Landschaftsmaler
- Alexandre Sabès Pétion (1770–1818), haitianischer Politiker
- Alexandre Louis Marie Pétis de la Croix (1698–1751), französischer Orientalist
- Alexandre Peyron (1823–1892), französischer Admiral und Politiker
- Alexandre-Frédéric-Jacques Masson de Pezay (1741–1777), französischer Militär, Literat und Enzyklopädist
- Alexandre Pharamond (1876–1953), französischer Rugbyspieler
- Alexandre Philip, französischer Schauspieler
- Alexandre O. Philippe, Schweizer Filmregisseur
- Alexandre Picard (* 1985), kanadischer Eishockeyspieler und -scout
- Alexandre Picard (* 1985), kanadischer Eishockeyspieler
- Alexandre Pichot (* 1983), französischer Radrennfahrer
- Alexandre Piédagnel (1831–1903), französischer Schriftsteller
- Alexandre Pierre (* 2001), haitianisch-französischer Fußballspieler
- Alexandre Pierson (* 1986), französischer Tennisspieler
- Alexandre Guy Pingré (1711–1796), französischer Astronom
- Alexandre Pittin (* 1983), französischer Skirennläufer
- Alexandré Pölking (* 1976), deutsch-brasilianischer Fußballspieler und -trainer
- Alexandre Poncet (1884–1973), französischer Marianistengeistlicher
- Alexandre Pouyé (* 1993), französischer Skilangläufer
- Alexandre Prémat (* 1982), französischer Rennfahrer
- Alexandre Prigogine (1913–1991), russisch-belgischer Mineraloge und Ornithologe
- Alexandre Abel de Pujol (1785–1861), französischer Historienmaler

### Q
- Alexandre Quennoz (* 1978), Schweizer Fußballspieler
- Alexandre Quinet († 1900), französischer Fotograf
- Alexandre Quintanilha (* 1945), portugiesischer Wissenschaftler, Politiker und LGBT-Aktivist

### R
- Alexandre Raineau (* 1986), französischer Fußballspieler
- Alexandre Ramos Samuel (* 1970), brasilianischer Volleyball- und Beachvolleyballspieler
- Alexandre Réard, französischer Pokerspieler
- Alexandre-Charles Renard (1906–1983), französischer Kardinal der römisch-katholischen Kirche und Erzbischof von Lyon
- Alexandre Rey (* 1972), Schweizer Fußballspieler
- Alexandre de Rhodes (1591–1660), französischer Jesuit und Missionar
- Alexandre Ribot (1842–1923), französischer Politiker
- Alexandre de Rieux, Marquis de Sourdéac (1619–1695), französischer Bühnenbildner, Mitwirkender bei der Gründung der Pariser Oper
- Alexandre Rignault (1901–1985), französischer Schauspieler bei Theater, Film und Fernsehen
- Alexandre de Riquer (1856–1920), katalanischer Künstler und Schriftsteller
- Alexandre Robinot (* 1995), französischer Tischtennisspieler
- Alexandre Rockwell (* 1956), US-amerikanischer Filmregisseur
- Alexandre Rodrigues (* 1983), brasilianischer Schauspieler
- Alexandre Rossmann (1897–1991), deutsch-französischer Journalist
- Alexandre Roubtzoff (1884–1949), russisch-französischer Maler
- Alexandre Rouleau (* 1983), kanadisch-französischer Eishockeyspieler
- Alexandre Roussel († 1728), französischer Prediger und evangelischer Märtyrer
- Alexandre Rousselet (* 1977), französischer Skilangläufer

### S
- Alexandre Safran (1910–2006), rumänischer Philosoph und Rabbiner
- Alexandre Sanguinetti (1913–1980), französischer Politiker, Mitglied der Nationalversammlung und Minister
- Alexandre José Maria dos Santos (1924–2021), mosambikanischer Geistlicher, römisch-katholischer Erzbischof von Maputo, Kardinal
- Alexandre Soares dos Santos (1935–2019), portugiesischer Unternehmer
- Alexandre Sarr (* 2005), französischer Basketballspieler
- Alexandre Sarrasin (1895–1976), Schweizer Bauingenieur, Hochschullehrer
- Alexandre Schaumasse (1882–1958), französischer Astronom
- Alexandre Schmidt (* 1970), Schweizer Politiker (FDP)
- Alexandre Alberto da Rocha de Serpa Pinto (1846–1900), portugiesischer Afrikaforscher
- Alexandre Sidorenko (* 1988), französischer Tennisspieler
- Alexandre da Silva Mariano (* 1973), brasilianischer Fußballspieler
- Alexandre Sladkevich, Berliner Fotodesigner, Journalist, Dichter, Schriftsteller, Forschungsreisender und Tramper
- Alexandre Soumet (1786–1845), französischer Schriftsteller und Mitglied der Académie française
- Alexandre Sperafico (* 1974), brasilianischer Automobilrennfahrer
- Alexandre St-Jean (* 1993), kanadischer Eisschnellläufer
- Alexandre Stavisky (1886–1934), französischer Hochstapler
- Alexandre Sterling (* 1966), französischer Schauspieler und Sänger
- Alexandre Strambini (* 1975), Schweizer Tennisspieler

### T
- Alexandre-Antonin Taché (1823–1894), kanadischer Missionar und römisch-katholischer Bischof
- Alexandre Angélique de Talleyrand-Périgord (1736–1821), französischer Bischof und Staatsmann
- Alexandre Tansman (1897–1986), polnisch-französischer Komponist
- Alexandre Camille Taponier (1749–1831), französischer General
- Alexandre Tassel (* 1975), französischer Jazz-Trompeter
- Alexandre Texier (* 1999), französischer Eishockeyspieler
- Alexandre Tharaud (* 1968), französischer Pianist
- Alexandre Thériot (* 1972), französischer Architekt und Universitätsprofessor
- Alexandre Thomas (1913–1990), französischer Politiker (SFIO), Mitglied der Nationalversammlung
- Alexandre Joseph Thomas (1810–1898), belgischer Historienmaler
- Alexandre Trauner (1906–1993), ungarischer Szenenbildner
- Alexandre Tremblay (* 1979), kanadischer Eishockeyspieler

### V
- Alexandre Vachon (1885–1953), kanadischer Geistlicher, römisch-katholischer Erzbischof von Ottawa
- Alexandre Vallaury (1850–1921), französischer Architekt im Osmanischen Reich
- Alexandre del Valle (* 1969), französischer Politikwissenschaftler, Journalist und Essayist
- Alexandre Vallès (* 1975), französischer Schauspieler, Musiker und Filmemacher
- Alexandre Van den Bussche (1535–1585), flämischer Schriftsteller französischer Sprache
- Alexandre-Théophile Vandermonde (1735–1796), französischer Musiker, Mathematiker und Chemiker
- Alexandre Vardin (* 1989), französischer Fußballspieler
- Alexandre Varenne (1870–1947), französischer Journalist und Politiker
- Alexandre Vattemare (1796–1864), französischer Bauchredner, Schauspieler und Philanthrop
- Alexandre de Vendôme (1598–1629), unehelicher Sohn von König Heinrich IV. und Gabrielle d’Estrées
- Alexandre Vialatte (1901–1971), französischer Schriftsteller
- Alexandre Vilalta i Faura (1905–1984), katalanisch-mexikanischer klassischer Pianist
- Alexandre Villaplane (1904–1944), französischer Fußballspieler
- Alexandre Vinet (1797–1847), Schweizer Theologe und Literaturhistoriker
- Alexandre Vlasov (1880–1961), russischer Reeder
- Alexandre Voisard (1930–2024), Schweizer Schriftsteller
- Alexandre Vuilleumier (* 1982), Schweizer Schach- und Pokerspieler

### W
- Alexandre Wattin (* 1959), deutsch-französischer Diplomat, Reserveoffizier und Autor
- Alexandre Welter (* 1953), brasilianischer Segler
- Alexandre Wetter (* 1986), französisches Model und Filmschauspieler
- Alexandre Willaume (* 1972), dänischer Schauspieler und Maler
- Alexandre-Stanislas de Wimpffen (1748–1819), französischer Adliger, Offizier und Reiseschriftsteller

### Y
- Alexandre Émile Jean Yersin (1863–1943), schweizerisch-französischer Arzt und Bakteriologe
- Alexandre Yokochi (* 1965), portugiesischer Schwimmer